# Waldville (SU-090)
Das Naturschutzgebiet Waldville (SU-090) liegt auf dem Gebiet der Gemeinde Alfter im Rhein-Sieg-Kreis in Nordrhein-Westfalen. Das aus drei Teilflächen bestehende Gebiet erstreckt sich südwestlich des Kernortes Alfter und nördlich, nordöstlich, östlich und südöstlich von Buschhoven, einem Ortsteil der Gemeinde Swisttal. Durch das Gebiet hindurch verläuft die B 56. Am südöstlichen Rand des Gebietes liegt der Bahnhof Kottenforst.

## Bedeutung
Das etwa 351,0 ha große Gebiet wurde im Jahr 2005 unter der Schlüsselnummer SU-090 unter Naturschutz gestellt.